# Žitovlice
Žitovlice (deutsch Zittaulitz) ist eine Gemeinde in Tschechien. Sie liegt 14 Kilometer nordöstlich von Nymburk und gehört zum Okres Nymburk.

## Geographie
Žitovlice befindet sich in den Talmulden der Bäche Pojedský potok und Kozačka auf der Böhmischen Tafel. Am nördlichen Ortsrand liegt der Teich Žitovlický rybník. Westlich erhebt sich die Holoviska (247 m), im Südwesten der Chotuc (253 m) und im Süden der Kuncberk (214 m).
Nachbarorte sind Doubravany und Košík im Norden, Rožďalovice und Zámostí im Nordosten, Podlužany im Osten, Nové Zámky im Südosten, Sádka, Mutínsko und Křinec im Süden, Pojedy, Bošín und Sovenice im Südwesten, Mcely im Westen sowie Seletice im Nordwesten.

## Geschichte
Die erste schriftliche Erwähnung von Žitovlice erfolgte im Jahre 1352. Im Jahre 1371 war das Dorf der Sitz der Vladiken Štěpán und Zdeněk von Žitovlice. Seit dieser Zeit ist auch die Existenz einer Pfarrkirche belegt. Zwei Jahre später gehörten die Güter Jan Verdek von Žlunice und ab 1404 wiederum einem Zdeněk von Žitovlice. Nachfolgend besaßen die Žitovlický von Slivno und die Trčka von Lípa den Ort. Nach dem Kirchbrand von 1618 ließ Albrecht Trčka eine neue Holzkirche errichten. Im Dreißigjährigen Krieg erlosch die Pfarre und Žitovlice wurde nach Rožďalovice eingepfarrt. 1757 stürzte die Kirche zusammen. Aloisius Clam-Gallas, der Besitzer der Herrschaft Rožďalovice, zu der Žitovlice zu dieser Zeit gehörte, ließ eine neue barocke Kirche errichten.
Die Bewohner lebten von der Landwirtschaft. Seit dem 19. Jahrhundert arbeitete ein Teil in der Zuckerfabrik Rožďalovice. Nach der Aufhebung der Patrimonialherrschaften bildete Zittaulic mit dem Ortsteil Pojed ab 1850 eine Gemeinde im Bezirk Jičín. Ab 1898 bildete Pojedy eine eigene Gemeinde. 1961 kam Žitovlice zum Okres Nymburk, zugleich wurde Pojedy eingemeindet. In den 1980er Jahren wurde Žitovlice zu einem Ferienort der Prager Einwohner.

## Gemeindegliederung
Die Gemeinde Žitovlice besteht aus den Ortsteilen Pojedy (Pojed) und Žitovlice (Zittaulitz).

## Sehenswürdigkeiten
- barocke Kirche des hl. Wenzel, erbaut 1769–1772 anstelle eines hölzernen Vorgängerbaus. Im Jahre 1862 wurde die Kirche ausgebessert.
- eisernes Kruzifix, an der Straße nach Rožďalovice
- Dorfglocke in Pojedy
- Burgruine Kuncberg (Kunstberg), auf der gleichnamigen Kuppe. Die Burg wurde nach 1450 von Jan Křinecký von Ronov als Landesbefestigungsanlage erbaut. Teile der Ruine wurden 1659 zum Bau des Schlosses abgebrochen, 1891 erfolgte der Abriss großer Teile des verbliebenen Gemäuers
- Naturreservat Chotuc
- Kirche der hl. Dreifaltigkeit auf dem Chotuc; die erste Kirche auf dem Chotuc wurde an Stelle einer heidnischen Kultstätte errichtet. Der heutige Bau stammt aus dem Jahre 1357 und wurde im 19. Jahrhundert barock umgestaltet